# 마이클 초이스
마이클 블레어 초이스(Michael Blair Choice, 1989년 11월 10일 ~ )는 미국 출신의 야구 선수이자, 전 KBO 리그 넥센 히어로즈의 외야수이다.

## 미국 프로야구 시절
2013년 1라운드 10순위에 오클랜드 애슬레틱스에 지명되어 입단했다. 2013년 12월 3일 텍사스 레인저스의 크랙 젠트리와 트레이드되어 이적했다.

## 한국 프로야구 시절

### 넥센 히어로즈시절

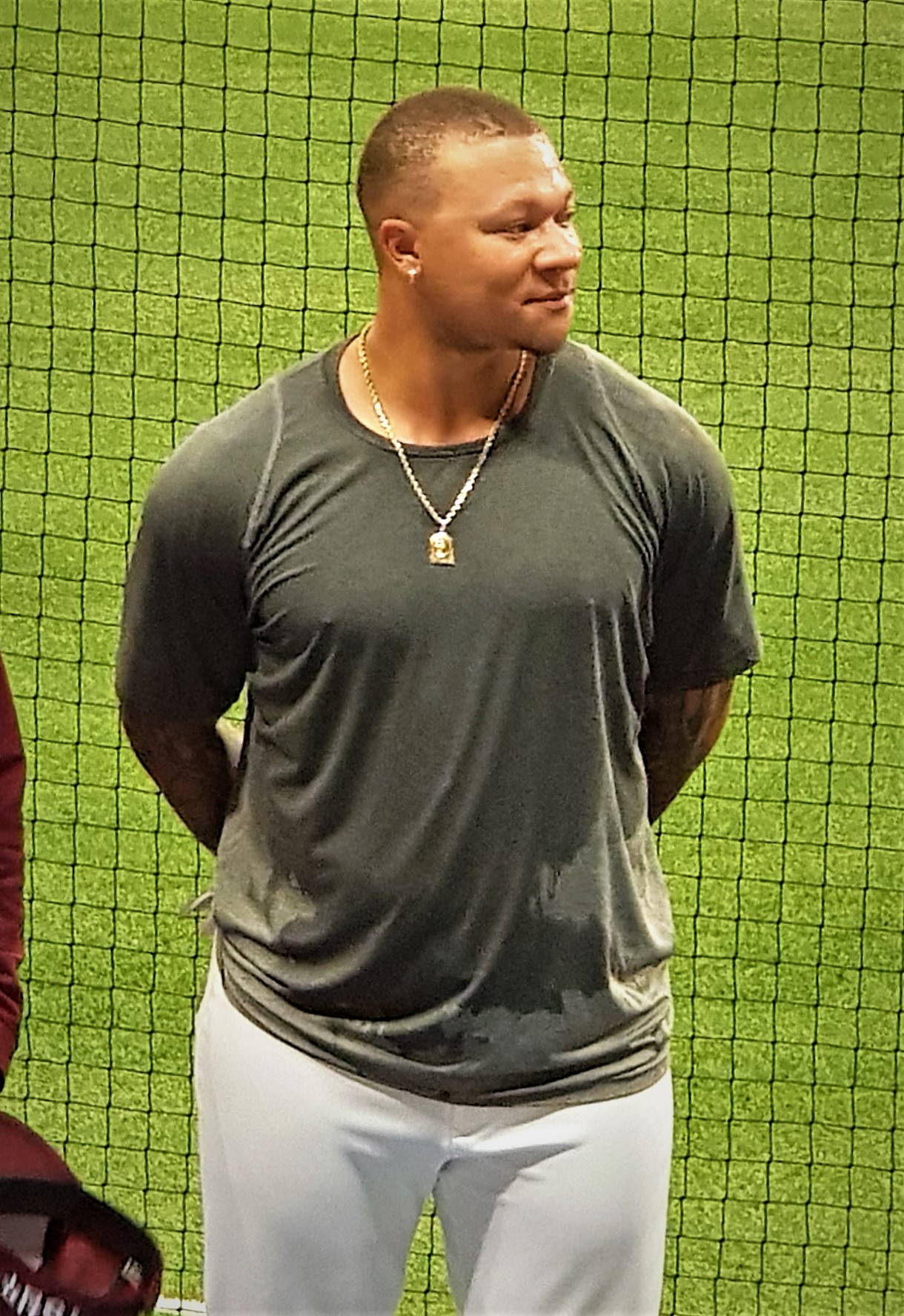
2018년 5월 16일 수훈선수 인터뷰에 응하는 마이클 초이스

2017년 7월 성적 부진으로 웨이버 공시된 대니 돈의 대체 선수로 영입되었다. 2017년 7월 30일 삼성 라이온즈와의 경기에서 KBO 리그 데뷔 첫 안타를 기록하였다. 이 날 2안타를 쳐 내 KBO 리그 데뷔 첫 멀티히트도 기록하였다. 2017년 8월 5일 롯데 자이언츠와의 경기에서 투런을 쳐 KBO 리그 데뷔 첫 홈런을 기록하였다. 2017년 9월 10일 SK 와이번스와의 경기에서 홈런을 쳐 내며 KBO 리그 데뷔 첫 두 자릿수 홈런을 기록하였다. 2017년 9월 17일 NC 다이노스와의 경기에서 KBO 리그 데뷔 첫 연타석 홈런이자 멀티홈런을 기록하였다. 2017년 10월 3일 삼성 라이온즈와의 시즌 최종전에서 KBO 리그 데뷔 첫 3연타석 홈런을 기록하였다. 영입 전 성적이 너무 안 좋은 것 아니냐는 우려와는 달리 상당히 좋은 성적을 기록하였다. 시즌 후 60만 달러에 재계약했다.
그러나 2018년에 성적 부진으로 웨이버 공시됐고, 대체 용병으로 제리 샌즈가 영입되었다.

## 연도별 타격 성적
| 연 도         | 소 속         | 경 기 | 타 석 | 타 수 | 득 점 | 안 타 | 2 루 타 | 3 루 타 | 홈 런 | 루 타 | 타 점 | 도 루 | 도 루 자 | 희 생 번 | 희 생 플 | 볼 넷 | 고 4 | 사 구 | 삼 진 | 병 살 타 | 타 율 | 출 루 율 | 장 타 율 | O P S |
| ------------- | ------------- | ----- | ----- | ----- | ----- | ----- | ------- | ------- | ----- | ----- | ----- | ----- | -------- | -------- | -------- | ----- | ---- | ----- | ----- | -------- | ----- | -------- | -------- | ----- |
| 2013          | OAK           | 9     | 19    | 18    | 2     | 5     | 1       | 0       | 0     | 6     | 0     | 0     | 0        | 0        | 0        | 1     | 0    | 0     | 6     | 0        | .278  | .316     | .333     | .649  |
| 2014          | TEX           | 86    | 280   | 253   | 20    | 46    | 6       | 1       | 9     | 81    | 36    | 1     | 0        | 0        | 3        | 21    | 0    | 3     | 69    | 11       | .182  | .250     | .320     | .570  |
| 2015          | TEX           | 1     | 1     | 1     | 0     | 0     | 0       | 0       | 0     | 0     | 0     | 0     | 0        | 0        | 0        | 0     | 0    | 0     | 1     | 0        | .000  | .000     | .000     | .000  |
| 2017          | 넥센          | 46    | 201   | 176   | 37    | 54    | 8       | 1       | 17    | 115   | 42    | 0     | 0        | 0        | 1        | 17    | 0    | 7     | 49    | 5        | .307  | .388     | .653     | 1.041 |
| 2018          | 넥센          | 96    | 397   | 349   | 55    | 90    | 19      | 0       | 17    | 160   | 61    | 2     | 1        | 0        | 5        | 33    | 2    | 10    | 79    | 4        | .258  | .335     | .458     | .794  |
| MLB 통산：3년 | MLB 통산：3년 | 96    | 300   | 272   | 22    | 51    | 7       | 1       | 9     | 87    | 36    | 1     | 0        | 0        | 3        | 22    | 0    | 3     | 76    | 11       | .188  | .253     | .320     | .573  |
| KBO 통산：2년 | KBO 통산：2년 | 142   | 598   | 525   | 92    | 144   | 27      | 1       | 34    | 275   | 103   | 2     | 1        | 0        | 6        | 50    | 2    | 17    | 128   | 9        | .274  | .353     | .524     | .877  |